# Улица Выговского (Львов)
Улица Выговского — одна из основных магистральных улиц Зализничного района Львова, соединяет улицы Городоцкую с Владимира Великого. Расположена в местностях Сигнивка, Богдановка и Скниливок.

## Название
Первое название улицы — Валентины Терешковой. Современное название связано с именем гетмана Украины Ивана Выговского.

## Основные объекты
Все важные объекты социально-экономической инфраструктуры расположены на чётной стороне улицы. Нечётная сторона улицы — в основном жилые дома — от начала улицы до перекрёстка с ул. Любинской в основном пятиэтажные «хрущовки», от Любинской до перекрёстка у Кульпарковской — жилые дома постройки 70-80-х годов ХХ столетия. Единственный крупный объект на нечётной стороне, кроме жилых зданий, — Скниловский парк.
Нечётная сторона улицы начинается с квартала частной одноэтажной застройки. Далее расположены семиэтажное здание городской поликлиники № 5 (ул. Выговского, 32) и ЦНАП (Центр предоставления административных услуг) Железнодорожного района Львова. По адресу ул. Выговского, 34 находится администрация Железнодорожного района Львова. Здание построено в 70-х годах ХХ столетия.
На улицу Выговского выходит фасадная часть ТК «Пивденный» — крупнейшего торгового комплекса Львова, формальный адрес которого — небольшая улица Щирецкая, 36, которая примыкает к улице Выговского. Общая площадь ТК «Пивденный» более 13 гектаров.
По адресу ул. Выговского, 100 находится торговый центр «ВАМ», на первом этаже которого расположен супермаркет «Сильпо»

### Парки
На протяжении улицы расположены относительно небольшой парк имени гетмана Выговского (нечётная сторона) и парк «Скниловский» (чётная сторона улицы от перекрестка с улицей Любинской до ТК «Пивденный»).

### Церкви
Возле пересечения с улицей Любинской находится храм Вознесения Господнего, построенный в 1998—2009 годах. Возле входа в ТЦ «Пивденный» расположена деревянная церковь Покровы Пресвятой Богородицы (2008). Обе церкви пребывают в юрисдикции ПЦУ.

### Памятники
Самый известный монумент, установленный на улице, — памятник космонавту (находится в центре сквера возле городской поликлиники № 5). Памятник связан со старым названием улицы — Валентины Терешковой. В связи с идеологической нейтральностью памятник не попал под действие закона о декоммунизации и не был демонтирован.

## Транспорт
Улица Выговского является одной из важнейших магистралей Железнодорожного района Львова и имеет интенсивное двухполосное движение. По улице курсирует значительное число троллейбусов нескольких маршрутов, а также городских и пригородных автобусов и маршрутных такси.